# European Nuclear Energy Agency
European Nuclear Energy Agency, ENEA (pl. Europejska Agencja Energii Atomowej) – międzynarodowa agencja do spraw energii jądrowej istniejąca w latach 1958–1972, przekształcona w światową Nuclear Energy Agency (NEA), czyli Agencję Energii Atomowej.